# 地层评价
地层评价（英語：formation evaluation）是指综合运用地质、钻井、测井和实验分析的资料,对油氣储层的成岩阶段、原生和次生矿物、各种孔(裂)隙的测定、分类、孔隙结构及它们对油气產能的影响等进行全面研究和评价。影响油氣储层產能力的因素很多，如有效厚度、渗透率、孔隙度、砂体延伸长度、孔隙结构参数、层内非均质程度等。必须采用多项参数，进行综合评价。
現代旋轉鑽井通常使用泥漿作為潤滑劑，並作為對井眼地層表面產生圍壓的手段，防止井噴。但泥漿濾液會滲入井眼周圍的地層中，泥餅會粘在井眼的兩側。也掩蓋了地層中可能存在的石油或天然氣得顯示。因此必須依賴檢測油氣的工具。最直接和最原始的工具是泥浆录井和取芯檢查。隨著科技發達，間接的工具包括电缆测井（英語：wire line log），电阻率测井（英語：resistivity log），自然电位测井（英語：Spontaneous potential log），伽玛射线测井（英語：gamma ray log），及孔隙度测井（英語：porosity log）等均被常規運用。